# Léonardo Meindl
Leonardo Simões Meindl (Franca, 20 de marzo de 1993) es un jugador de baloncesto brasileño, con nacionalidad italiana, que forma parte de la plantilla del Club Baloncesto San Pablo Burgos de la Liga Endesa y es internacional con la selección de baloncesto de Brasil. Con 2.01 de estatura, su puesto natural en la cancha es el de alero.

## Trayectoria deportiva
Leo es hijo de Paulo Meindl, jugador de baloncesto que en la década de los noventa fuese pívot internacional con la Selección de baloncesto de Brasil y fallecido en 2019. 
Comenzó jugando al baloncesto en las categorías inferiores del Franca Basquetebol Clube, en el equipo de su localidad natal, con el que llegó a debutar como profesional en 2011 en la primera división brasileña. En 2013 obtuvo el galardón como sexto mejor jugador del año.
En la temporada 2015-2016, cambió al Associação Bauru Basketball Team, en el cual militó durante dos campañas antes de volver al Franca Basquetebol Clube, del cual dio el salto al Club Athletico Paulistano, con los que jugó veintisiete partidos y promedió 14,9 puntos, 6,6 rebotes y 3,4 asistencias.
En el Bauru ganó la Liga de las Américas 2015 con Associação Bauru Basketball Team, lo que le llevó a enfrentarse en la Copa Intercontinental FIBA 2015 contra el Real Madrid Baloncesto, en la que su equipo fue derrotado por 91-79.
En verano de 2019, el jugador llega a España para realizar la pretemporada con el Oviedo Club Baloncesto de Liga LEB Oro pero no llegaría a debutar con el conjunto asturiano, volviendo a Brasil.
Durante la temporada 2019-20, juega en las filas del Sao Paulo, en las que promedia 17'8 puntos, 7'1 rebotes y 3'2 asistencias por encuentro en la Novo Basquete Brasil, terminando como cuarto máximo anotador, quinto mejor valorado y octavo máximo reboteador del campeonato carioca.
En julio de 2020, se hace oficial su contratación por Montakit Fuenlabrada de la Liga Endesa, lo que sería su primera aventura fuera de su país tras ocho temporadas de experiencia en la Novo Basquete Brasil.
En agosto de 2022 llegó a un acuerdo con el U-BT Cluj-Napoca de la Liga Națională rumana.
En junio de 2023 llegó a un acuerdo con Casademont Zaragoza para la temporada 2023-2024, pero incluyó una cláusula en la que podía salir antes del 30 de junio, cláusula que decidió ejecutar para irse a la liga japonesa. Así que el 21 de julio firma por el Alvark Tokyo de la B.League.
El 10 de julio de 2025 firma por el Club Baloncesto San Pablo Burgos de la Liga Endesa.

### Selección nacional
Fue internacional con la selección de baloncesto de Brasil en las categorías inferiores Sub-15 y Sub-16, llegando la alternativa con la selección absoluta en el 2015, al disputar el FIBA AmeriCup de México, repitiendo dos años más tarde en el FIBA AmeriCup que se disputó entre Argentina-Colombia-Uruguay. Durante este campeonato promedió 18,3 puntos, cinco rebotes y 1,3 asistencias.
En septiembre de 2022 disputó con el combinado absoluto brasileño el FIBA AmeriCup de 2022, ganando la plata al perder ante el combinado argentino en la final.
Durante agosto y septiembre de 2023 fue integrante de la selección de Brasil que participó en el Mundial de 2023 celebrado en Asia, y que finalizó en decimotercer lugar.
Entre julio y agosto de 2024 fue parte de la selección absoluta de Brasil, que disputó los Juegos Olímpicos de París, finalizando en séptima posición.